# كيفة
كيفة بلدة موريتانية و عاصمة ولاية العصابة. تبعد كيفة 600 كلم شرق العاصمة الموريتانية نواكشوط.

## المناخ
يظهر الجدول التالي التغييرات المناخية على مدار السنة لكيفة:
| البيانات المناخية لـكيفة          | البيانات المناخية لـكيفة | البيانات المناخية لـكيفة | البيانات المناخية لـكيفة | البيانات المناخية لـكيفة | البيانات المناخية لـكيفة | البيانات المناخية لـكيفة | البيانات المناخية لـكيفة | البيانات المناخية لـكيفة | البيانات المناخية لـكيفة | البيانات المناخية لـكيفة | البيانات المناخية لـكيفة | البيانات المناخية لـكيفة | البيانات المناخية لـكيفة |
| الشهر                             | يناير                    | فبراير                   | مارس                     | أبريل                    | مايو                     | يونيو                    | يوليو                    | أغسطس                    | سبتمبر                   | أكتوبر                   | نوفمبر                   | ديسمبر                   | المعدل السنوي            |
| --------------------------------- | ------------------------ | ------------------------ | ------------------------ | ------------------------ | ------------------------ | ------------------------ | ------------------------ | ------------------------ | ------------------------ | ------------------------ | ------------------------ | ------------------------ | ------------------------ |
| الدرجة القصوى °م (°ف)             | 40 (104)                 | 46 (115)                 | 45 (113)                 | 46 (115)                 | 47 (117)                 | 48 (118)                 | 46 (115)                 | 44 (111)                 | 43 (109)                 | 42 (108)                 | 41 (106)                 | 38 (100)                 | 48 (118)                 |
| متوسط درجة الحرارة الكبرى °م (°ف) | 28 (82)                  | 32 (90)                  | 35 (95)                  | 39 (102)                 | 41 (106)                 | 41 (106)                 | 37 (99)                  | 36 (97)                  | 36 (97)                  | 37 (99)                  | 34 (93)                  | 30 (86)                  | 36 (97)                  |
| المتوسط اليومي °م (°ف)            | 23 (73)                  | 26 (79)                  | 28 (82)                  | 32 (90)                  | 35 (95)                  | 36 (97)                  | 33 (91)                  | 32 (90)                  | 32 (90)                  | 32 (90)                  | 28 (82)                  | 23 (73)                  | 30 (86)                  |
| متوسط درجة الحرارة الصغرى °م (°ف) | 17 (63)                  | 18 (64)                  | 22 (72)                  | 26 (79)                  | 29 (84)                  | 30 (86)                  | 28 (82)                  | 27 (81)                  | 27 (81)                  | 26 (79)                  | 21 (70)                  | 17 (63)                  | 24 (75)                  |
| أدنى درجة حرارة °م (°ف)           | 5 (41)                   | 11 (52)                  | 8 (46)                   | 11 (52)                  | 12 (54)                  | 19 (66)                  | 21 (70)                  | 20 (68)                  | 21 (70)                  | 16 (61)                  | 10 (50)                  | 2 (36)                   | 2 (36)                   |
| معدل هطول الأمطار مم (إنش)        | 1 (0.0)                  | 1 (0.0)                  | 0 (0)                    | 0 (0)                    | 2 (0.1)                  | 22 (0.9)                 | 72 (2.8)                 | 120 (4.7)                | 73 (2.9)                 | 15 (0.6)                 | 2 (0.1)                  | 2 (0.1)                  | 310 (12.2)               |
| متوسط الأيام الممطرة              | 1                        | 1                        | 0                        | 0                        | 1                        | 1                        | 2                        | 3                        | 2                        | 1                        | 1                        | 1                        | 13                       |
| المصدر: Weatherbase               |                          |                          |                          |                          |                          |                          |                          |                          |                          |                          |                          |                          |                          |

## معرض صور

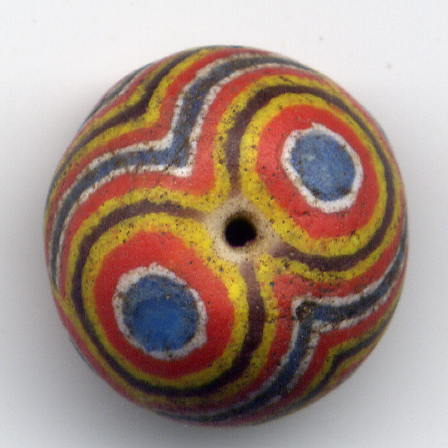
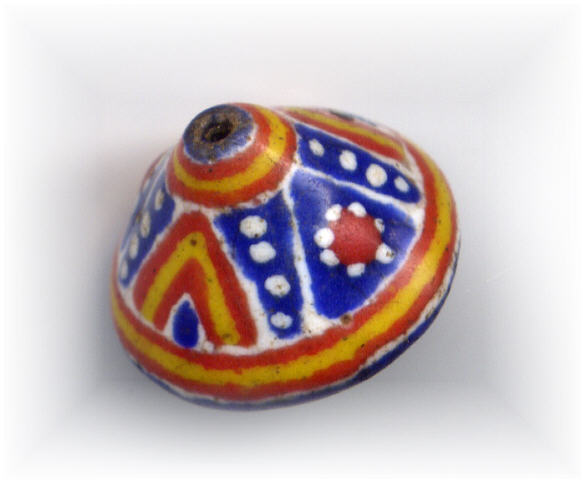
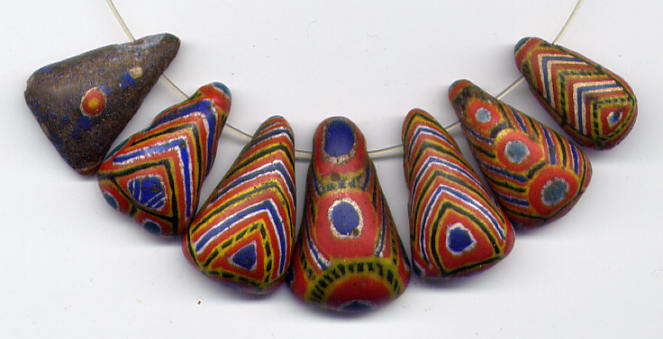
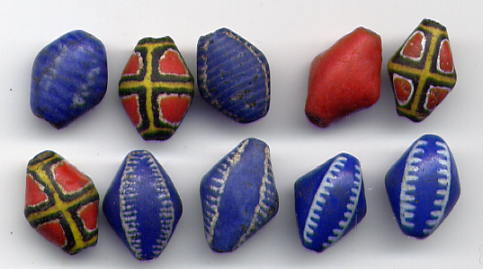

## أعلام
- محمد محمود ولد سيدي
- المصطفى ولد محمد السالك
- عبد الرحمن سيساكو